# Canyon de Lumbier
Le canyon de Lumbier est un canyon située à l'est de la province de Navarre (Espagne), dans la localité de Lumbier à 35 km de Pampelune.

## Géographie
Il s'agit d'un canyon intéressant creusé par la rivière Irati dans la roche calcaire à proximité de la massif de Leyre. Il a un peu plus de 1 km de longueur, en passant entre des parois presque verticales de 150  à   400 m de hauteur.

## Flore et faune

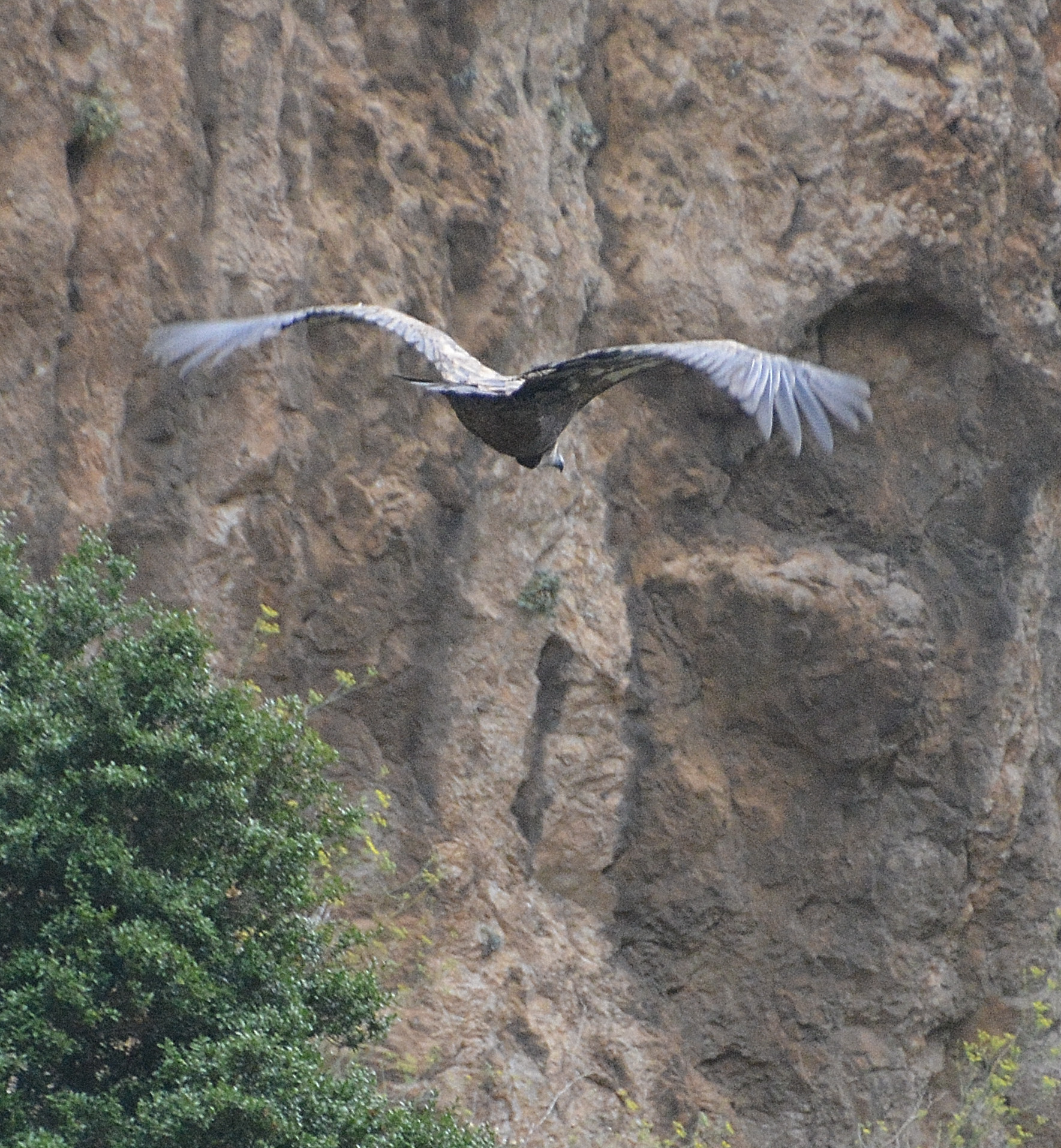
Vautour fauve dans le canyon de Lumbier.

Il a été déclaré Réserve naturelle afin de protéger une importante colonie de rapaces où vivent beaucoup de vautours fauves et le percnoptère.